# 皇后圖書館
皇后圖書館（Queens Library），或称皇后区公共图书馆（Queens Public Library），是纽约市皇后区的公共图书馆。以流通量算，皇后图书馆是世界上最大的图书馆之一，2015财年借出了1350万本资料。《图书馆杂志》将其提名为“2009年度图书馆”。根据其官网，图书馆总计有750万本资料，其中有140万本收藏在皇后区牙买加中心图书馆。
皇后图书馆成立于1858年的法拉盛，之后成为了美国最大公共图书馆系统之一，总共有63个分馆。从1994年之后，皇后图书馆成为了全美国每年流通量最高的图书馆系统，而且也是全美收藏量排名第二的图书馆系统。皇后图书馆所服务的220万居民包括大量的移民人口，所以有很大部分的藏书是非英语书籍，特别是西班牙语、朝鲜语和俄语。皇后圖書館是纽约市的三个独立的公共图书馆系统之一，其余两个系统分別是纽约公共图书馆，服务曼哈顿、布朗克斯和史泰登岛；以及布魯克林公共圖書館，服务布鲁克林区。

## 历史

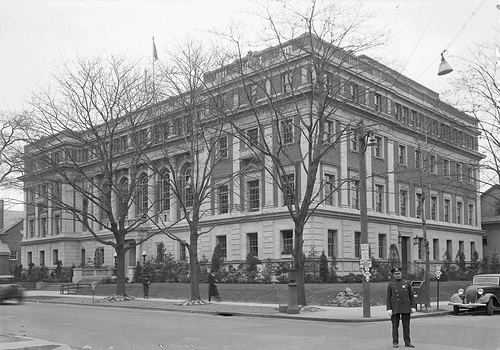
中心图书馆旧图

皇后区的第一个图书馆在1858年建立于法拉盛，当时是一所收费式的图书馆。1869年改为免费流通的图书馆。
十九世纪末，一些地方图书馆在皇后区西部的阿斯托利亚、长岛市和Steinway成立。1896年这些图书馆合并建立长岛市公共图书馆，这也是皇后区第一个图书馆系统。
1901年，在皇后区被划分于纽约市管辖之后，纽约市政府提议合并所有皇后区所有的图书馆，成为“皇后区公共图书馆”。除了法拉盛图书馆外，所有的公共图书馆都签署的合并提议。法拉盛图书管于1903年签署此提议。
由于皇后区内部地区的人口密度差别很大，1906起，皇后圖書館在一些商业区里设立了小分点，方案叫做“移动图书馆”（Traveling Library）。这些分点很受欢迎，如此皇后图书馆发展的很快，几乎在皇后区的每一个社区都建立了分馆。
1930年，牙买加区帕森斯林荫路的老中心图书馆开馆；1941年，公共事业振兴署注资将其扩建。图书馆成了一个外表华丽的文艺复兴建筑，共四层楼高。虽然典雅，但它实在太小，无法满足需求。在图书馆主任哈罗德·W·图克（Harold W. Tucker）的不断努力下，图书馆于1966年搬进了大地方。
1904-1924年间，安德鲁·卡内基捐赠的24万美元被用在了新建7个卡内基图书馆上，馆址位于人口最稠密的区域。其中4座建筑（阿斯托里亚、坡朋胡森、列治文山和木港）仍在使用。这些图书馆的特色是庄严肃穆、装饰华丽。卡内基时代的法拉盛分馆在五十年代被改建为更加现代化的建筑，而法洛克维分馆则于1962年因失火被毁。 
图书馆分馆随着区人口的增长逐渐扩建。截止1946年，皇后图书馆已有44个分馆，1个中心馆和1个颇为活跃的流动图书馆。
1954-1965年间，许多分馆得到批准兴建，但因纽约市的财政危机而没有完成。图书馆系统从联邦和兴建法那里得到额外补助，完成了中心图书馆、法拉盛和法洛克维分馆。九十年代，其余建馆的扫尾任务再受关注。1998年，新的皇后区法拉盛图书分馆开馆，其它4个也在1999-2007年间开馆。2005-2013财年间，皇后图书馆资本基金超过了26.9千万美元。

## 管理
皇后图书馆由19位董事管理，由纽约市市长和皇后区长任命。市长、区长、纽约市审计官和纽约公众倡导也是董事会的职权会员。此图书馆系统的资金来源于市政府、州政府、联邦政府、和慈善捐款。2016年3月，丹尼斯·华柯特（Dennis Walcott）被任命为馆长和CEO。

## 分馆

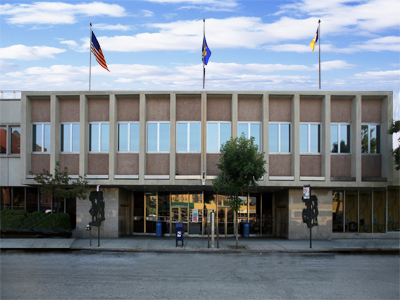
中心图书馆

皇后图书馆有62个分馆、7个成人学习中心、2个家庭扫盲中心和1个流动图书馆。

### 中心图书馆
中心图书馆是第一座将所有公共服务都置于一层的城市图书馆。图书馆耗资$5,700,000，占地195,000平方英尺（18,100平方）。该馆于1989年装修扩建，更多的预计于2013年完工。靠近主馆的是一个新的儿童探索中心，由1100建筑师公司设计，2011年开馆。
中心图书馆涵盖资料高至大学层次。一个当地历史合辑（皇后图书馆档案）收纳了千幅有关皇后图书馆和长岛四郡的照片、图书、文献。其它特别合辑则涵盖求职/消息、培训及消费者健康信息等。

### 国际资料中心
法拉盛分馆承担国际资料中心任务，收藏了代表世界各地文化的图书、杂志和光盘等。法拉盛分馆资料语种颇多，有孟加拉语、简体中文、繁体中文、法语、古吉拉特语、印地语、意大利语、朝鲜语、葡萄牙语、旁遮普语、俄语、西班牙语、乌尔都语和海地克里奥尔语。

### 非裔传统资料中心
朗斯顿·休斯图书馆是非裔传统资料中心，收藏了“有关非裔美国人”的资料。这是纽约州专门为非裔美国人文化开设的最大的资料中心。

## 档案
皇后图书馆档案，正式名为长岛分部，是中心图书馆的特别收藏，专门收集了布鲁克林、皇后、拿骚和萨佛克四郡的历史。档案于1912年建立，涵盖图书、出版物、当下和历史报纸、家庭书信、家谱、历史地图；包含Belcher Hyde and Sanborn公司地图，十九世纪晚期和二十世纪早期照片，以及其它档案资料。
皇后记忆计划是一个数字档案，旨在记录和保存皇后区的当代历史，由皇后大学和皇后图书馆合作建立，囊括了档案的数字资料。

## 活动与服务
皇后图书馆为青少年长年提供各类服务。

### STACKS
皇后图书馆18个分馆参与了STACKS项目。该项目是根据学校强化计划建立核心课程项目，旨在提供课后作业资料、补习辅导和监督。每个皇后图书分馆也会为青少年提供每日强化活动和社团等。

### 新移民
皇后图书馆长期为新美国人服务，帮助他们适应新文化，并作出了杰出贡献。皇后区为所有主要移民提供所用语言的流行读物及多媒体资料。适应技能和文艺活动则采用对应语言来方便新人。数以千计的人进入免费的正式课堂学习英语，参与非正式研讨小组来娴熟语言。家庭扫盲项目以跨代际方式来教授英语，包括提供纽约城起居实用信息。皇后图书馆提供国民教育、入籍辅导、海外专业技术人士取得认证项目以及其它众多教育，信息及文化项目，在世界处于领先地位。

### 求职
皇后图书馆为求职人士和求学人士提供详尽的服务。免费服务包括面对面和在线求职技能评估，电脑应用技能培训，在线培训取证，简历分析，面试培训，职位搜索协助等。在与Workforce 1配合下，法拉盛分馆和牙买加中心图书馆提供职位分配服务。

### 消费者保健
健康的社区造福人人。皇后图书馆所有分馆提供消费者保健信息。无论保险情况如何，皇后图书馆健康网上服务都能帮助来宾找到免费或低廉保健信息，或预约主要保健提供方。